# Mr. Perfectly Fine
Mr. Perfectly Fine è un singolo della cantante statunitense Taylor Swift, pubblicato il 7 aprile 2021 come terzo estratto dall'album in studio Fearless (Taylor's Version).

## Descrizione
Il brano, scritto nel 2008 dalla cantante per l'album Fearless e prodotto insieme a Jack Antonoff, è uno dei sei brani inediti inclusi nella ristampa del disco.

## Promozione
Mr. Perfectly Fine è stata annunciata a sorpresa dall'artista su Twitter in contemporanea alla sua pubblicazione sulle piattaforme di download digitale e streaming.

## Tracce
Testi e musiche di Taylor Swift.
1. Mr. Perfectly Fine (Taylor's Version) (From the Vault) – 4:38

## Classifiche
| Classifica (2021) | Posizione massima |
| ----------------- | ----------------- |
| Australia         | 19                |
| Belgio (Fiandre)  | 74                |
| Canada            | 23                |
| Irlanda           | 15                |
| Nuova Zelanda     | 25                |
| Regno Unito       | 30                |
| Stati Uniti       | 30                |